# Koncert (Gibonnijev album)
Koncert je prvi koncertni album hrvatskog pjevača Zlatana Stipišića Gibonnija koji je 1996. godine izdala producentska kuća Croatia Records.

## Popis pjesama
1. Nije vrime od nedije za u poje poći
2. Život me umorio
3. Što je meni tvoja nevjera?
4. Dobri judi
5. Tebe nisam bio vrijedan
6. Noina Arka
7. Zlatne godine
8. Sa mnom ili bez mene
9. Morski pas
10. U ljubav vjere nemam
11. Lipa moja
12. Ozdravi mi ti
13. Nek se dijete zove kao ja
14. Dvije duše